# Burzum (album)
Burzum je debitantski studijski album istoimenog norveškog black metal projekta. Album je u ožujku 1992. godine objavila diskografska kuća Deathlike Silence Productions te ga je 1995. godine ponovno objavila diskografska kuća Misanthropy Records zajedno s EP-om Aske. Album se smatra jednim od najvažnijih glazbenih uradaka drugog vala norveškog black metala.

## O albumu
Varg Vikernes je početkom 1990-ih upoznao Øysteina Aarsetha, poznatijeg pod pseudonimom Euronymous, u njegovoj prodavaonici albuma Helvete (norveški: "Pakao") u Oslu. Vikernes, koji je u to vrijeme živio u Bergenu, često je posjećivao to mjesto. Nakon nekog se vremena razvilo prijateljstvo između njega, Euronymousa i ostalih članova grupe Mayhem. Bubnjar Mayhema, Jan Axel Blomberg (poznatiji kao Hellhammer), komentirao je:
Vikernes je ubrzo postao ključna osoba takozvanog "Unutarnjeg kruga" norveške black metal scene. U to je vrijeme Aarseth već bio osnovao svoju diskografsku kuću Deathlike Silence Productions te je potpisao ugovor s Vikernesovim samostalnim glazbenim projektom Burzum koji je prije toga objavio dva demouratka koje su činile samo instrumentalne skladbe. Naziv Burzum preuzet je iz crnog jezika kojeg je osmislio britanski književnik J. R. R. Tolkien za svoju trilogiju Gospodar prstenova te izraz u prijevodu znači "tama". U pogledu odabira imena Vikernes je izjavio:
Zbog lošeg Aarsethovog financijskog stanja, snimanje albuma neko je vrijeme bilo odgađano. Vikernesova majka, Lene Bore, donirala je većinu novca potrebnog za projekt. Snimanje albuma je započelo u siječnju 1992. godine u studiju Grieghallen Studio koje je pripadalo Eiriku "Pyttenu" Hundvinu. Ovaj je studio bio odabran jer se nalazio blizu Vikernesove kuće te jer je poznavao Hundvina još od vremena kada je bio član grupe Old Funeral. Hundvin je bio producent albuma te su mu u tom poslu pomogli sam Vikernes i Aarseth.
Padde, bivši bubnjar Old Funerala, ostavio je svoje bubnjeve Vikernesu na raspolaganje. Sve je instrumente na albumu svirao Vikernes, dok je Aarseth samo svirao solo gitaru na pjesmi "War" te snimio pozadinske zvukove pomoću gonga na pjesmi "Dungeons of Darkness". Kako bi stvorio grub i neobrađen zvuk, Vikernes se koristio opremom loše kvalitete (primjerice, neispravnim Marshallovim pojačalom) te je snimio vokale koristeći se slušalicama. Prema Vikernesovim riječima, album je bio snimljen i masteriran u samo 19 sati. Sve su pjesme na albumu bile snimljene iz prvog pokušaja.
Promotivni demouradak Burzum s pjesmama "Feeble Screams from Forests Unknown" i "Ea, Lord of the Depths" bio je objavljen u veljači 1992. godine, a mjesec dana kasnije bio je objavljen i sam album.

## Nakon objave
Neko vrijeme nakon objave Burzumovog debitantskog albuma, "Unutarnji krug", čiji su predstavnici bili Aarseth i Vikernes, pretvorio se u kriminalnu organizaciju na čiji se račun dogodilo nekoliko spaljivanja crkava te napada na razne članove suparničkih glazbenih grupa; primjerice, kuća Christofera Johnssona, pjevača grupe Therion, bila je zapaljena. Ovaj je čin navodno počinila osamnaestogodišnja djevojka imena Suuvi Mariotta Puurunen koja je htjela izraziti čast "Grofu", kako je zvala Vikernesa, bazirajući se na njegov pseudonim "Count Grishnackh" te ga je smatrala svojim "vođom". Prije nego što je zapalila kuću, nožem je u vrata urezala rečenicu  "Grof je bio ovdje i vratit će se". Tamo je također položila i potpisani primjerak Burzumovog albuma. Pošto je pazikuća primijetio vatru na vrijeme, stan ipak nije izgorio. Vikernes se u bergenskim novinama Bergens Tidende javno radikalizirao i hvalio zločinima koje je počinio te svojoj poziciji unutar Unutarnjeg kruga, nadajući se tako većoj reklami svojeg drugog albuma. U siječnju 1993. godine bio je uhićen po prvi put zbog optužbi za nekoliko pokušanih i počinjenih požara, no zbog manjka dokaza bio je pušten na slobodu u ožujku 1993.
U ožujku 1993. godine bio je objavljen EP Aske (norveški: "Pepeo") koji je bio snimljen u kolovozu 1992. te se na njemu nalazila nova snimka pjesme "A Lost Forgotten Sad Spirit". Na naslovnici EP-a nalazi se fotografija ruševina crkve Fantoft Stave koja je izgorila u požaru 6. lipnja 1992. godine. Uz EP se također prodavao i upaljač na kojem se također nalazila naslovnica EP-a.
Tijekom razdoblja u zatvoru, situacija između Aarsetha i Vikernesa se zaoštrila; Vikernes je izjavio kako ga je Aarseth lišio honorara za prvi album i EP te da nije podmirio dugove s njegovom majkom. Vikernes je ubio Aarsetha 10. kolovoza 1993., zbog čega je bio osuđen na 21 godinu zatvora - najtežu norvešku zatvorsku kaznu. Nije bio optužen samo za Aarsethovo ubojstvo, već i za spaljivanje triju crkava, pokušaj spaljivanja još jedne crkve te posjedovanja oružja i eksploziva. Vikernes nikad nije bio optužen za spaljivanje crkve Fantoft Stave, čije su ruševine prikazane na naslovnici EP-a Aske.

## Glazbeni stil
Za razliku od kasnijih Vikernesovih albuma, Burzum je nastao pod velikim utjecajem takozvanog prvog vala black metala iz 1980-ih. Kao glavni utjecaji bili su navedeni sastavi Hellhammer i Bathory. Pjesme na albumu su gotovo monotone te najčešće ne sadrže nikakve promjene u ritmu niti sofisticirane gitarističke solističke dionice. Produkcija albuma namjerno je bila primitivno izvedena čime su pjesme dobile dodatni grubi prizvuk. Razlog takve produkcije bio je taj da se uspostavi antiteza tadašnjoj čistoj i tehnički savršenoj produkciji prisutnoj na death metal albumima te kako bi black metal tim činom dobio svoj prepoznatljivi zvuk.
Album započinje kratkim sintesajzerskim interludijem. Neke pjesme, kao što su "Feeble Screams from Forests Unknown" i "Ea, Lord of the Depths", ritmički su vrlo brze te su svirane uz pomoć bubnjarske tehnike dvostrukog basa, dok su ostale pjesme, poput pjesme "Spell of Destruction", spore. S vokalnog gledišta, Vikernesov pjevački stil čini vrištanje tipično za black metal. "Channelling the Power of Souls into a New God" je gotovo u svojoj cijelosti instrumentalna skladba koju čine sintesajzerski ambijentalni zvukovi te je ujedno i Vikernesov prvi glazbeni eksperiment u ambijentalnoj glazbi, glazbenom žanru kojem će se u potpunosti posvetiti na svojim albumima Dauði Baldrs (iz 1997.), Hliðskjálf (iz 1999.), Sôl austan, Mâni vestan (iz 2013.) te The Ways of Yore (iz 2014.). Na kraju pjesme čuje se fraza "Worship me!" ("Štuj me!) koja je izrečena šapatom.
"War" je nekarakteristična Burzumova pjesma. Vrlo je kratka (traje samo dvije minute i trideset sekundi) te sadrži utjecaje preuzete iz heavy metala i thrash metala. Relativno jednostavni gitaristički rifovi podsjećaju na punk glazbu, što pjesmu čini izrazito pamtljivom. Vikernes je kao glavni uzor za pjesmu naveo sastav Bathory. "The Crying Orc" je drugi instrumental na albumu kojeg ovog puta izvodi gitara. "A Lost Forgotten Sad Spirit" je najdulja skladba na albumu koja traje devet minuta; sporogo je ritma, sastoji se od malo ritmičkih promjena te je uglavnom bazirana na jednom rifu. "My Journey to the Stars" se, međutim, sastoji od nekolicine promjena u tempu. "Dungeons of Darkness", treća i posljednja instrumentalna skladba na albumu, zvukovno je vrlo jednolična; ovu je pjesmu Vikernes napisao zajedno s Aarsethom.

## Tekstovi
Tekstovi se uglavnom bave pričama iz mračne fantastike te su najveći utjecaj na njih izvršili igra uloga AD&D te trilogija Gospodar prstenova. Vikernes je kasnije, kao krajnji desničar i neopoganist, pokušao ponovno interpretirati tekstove, vežući ih uz nordijsku mitologiju. Suprotno svojem prethodnom imidžu, u raznim je intervjuima, primjerice s britanskim ekstremnim metal časopisom Terrorizer te na raznim stranicama na internetu negirao da je bio inspiriran sotonizmom.
Iako su tekstovi pjesama bili napisani u obliku stihova, rima je prisutna samo u pjesmi "War". Neki tekstovi često sadrže samo pojedinačne riječi u obliku lanca asosijacija te tako stvaraju sastavni dio priče. Primjerice, početak pjesme "Feeble Screams from Forests Unknown" u prijevodu na hrvatski glasi:
Teme koje se učestalo pojavljuju na albumu uključuju potragu za ranijim i sretnijim vremenima, magiju i sumornost. Tekstovi su napisani bez ikakve emotivne komponente te služe čisto opisivanju sadržaja. Također sadrže i mizantropske i apokaliptičke poglede („Tragedija svijeta / Servirana je meni za gozbu“ – Spell of Destruction, „Tama, mržnja i zima / Vladat će zemljom kada se vratim“ – My Journey to the Stars). Prisutan je i dubok osjećaj beznadnosti ("Očajna duša / Nastavlja se pariti" – Feeble Screams from Forests Unknown), koji prekidaju ratni pokliči ("No ipak se ne smijemo predati" – War, "Poslušaj moj mač" – Spell of Destruction).
Vikernes je izjavio kako je Burzumova poruka bila u potpunosti sažeta u pjesmi "Feeble Screams from Forests Unknown" te da su sve ostale pjesme samo "fusnote". Pjesma opisuje putovanje drevne duše koja pokušava otvoriti vrata i ne uspijeva. Skladba završava stihom "The hopeless soul keeps mating" ("Očajna duša nastavlja se pariti"). Aarseth je prilikom unosa teksta pjesme u knjižicu prvog izdanja albuma promijenio izraz "mating" ("parenje") u "waiting" ("čekanje"). Ova je promjena prisutna i na inačici albuma koju je objavio Misanthropy Productions.
"Ea, Lord of the Depths" govori o sumerskom božanstvu imena Ea; ovo se božanstvo nazivalo "Gospodarom svijeta" te je imalo oblik morskog čudovišta. U kasnijem je intervjuu Vikernes izjavio kako je u pitanju mezopotamski Vodenjak te ga je povezao s Odinom, kojeg smatra "nordijskim Vodenjakom". Fenriz, član sastava Darkthrone, uklopio je ovu pjesmu na svoju black metal kompilaciju Fenriz Presents ... The Best of Old-School Black Metal iz 2004. godine.
"Spell of Destruction" govori o "prokletstvu uništenja" i slavljenju uništenja svijeta. Ova kletva doslovno glasi "Damkuna iftraga
sheb nigurepur dafast" te je napisana na izmišljenom jeziku baziranom na izrazima iz Cthulhu Mythosa i zazivima iz Necronomicona američkog književnika H. P. Lovecrafta.
"War" čini fantastički tekst koji opisuje posljednje misli umirućeg ratnika. Vikernes je kasnije interpretirao pjesmu kao "odinistički koncept smrti u borbi", no u pogledu ranijih intervjua u kojima je kao glavni utjecaj za pjesmu izdvojio J. R. R. Tolkiena, ovakvo je objašnjenje neizvjesno.
"A Lost Forgotten Sad Spirit" je epska skladba o mrtvom dječaku u grobnici koji čeka da bude izbavljen iz nje kako bi vječno bio uklet u obliku "izgubljenog, zaboravljenog i tužnog duha".
"My Journey to the Stars" je bazirana na Vikernesovom snu te opisuje astralno putovanje. Stih "War between races / A goal is reached" ("Rat između rasa / Cilj je postignut") bi se mogao protumačiti kao referenca na Vikernesov otvoreni desničarski svjetonazor, no u kontekstu albuma nema takav značaj. Početni stih, "I immaterialize" ("Ja se raspadam"), u knjižici albuma bio je krivo napisan kao "I materialize" ("Ja se materijaliziram"), što izmjenjuje značenje početka pjesme. Ova greška nije bila ispravljena na novoj inačici albuma.

## Omot albuma
Naslovnicu albuma izradila je Jannicke Wiise-Hansen. Naslovnica je bazirana na inačici igre uloga AD&D pod imenom "The Temple of Elemental Evil" na čijem je omotu bio prikazan prepoznatljiv nejasan oblik osobe u ogrtaču koja stoji u sivom krajoliku. Vikernes je također unutar korica albuma stavio i svoju fotografiju na kojoj je bio gotovo neprepoznatljiv. Kako bi dodatno zaštitio svoj identitet, okoristio se pseudonimom Count Grishnackh kojim se referirao na orka Grishnákha iz serijala Gospodar prstenova britanskog književnika J. R. R. Tolkiena. Tekstovi pjesama bili su ispisani na vinilnoj inačici albuma.

## Popis pjesama
Tekstovi i glazba: Count Grishnackh, osim gdje je navedeno drugačije. 
| 1.    | »Feeble Screams from Forests Unknown«           |                 |                        | 7:28 |
| 2.    | »Ea, Lord of the Depths«                        | H. P. Lovecraft |                        | 4:52 |
| 3.    | »Spell of Destruction«                          |                 |                        | 5:39 |
| 4.    | »Channelling the Power of Souls into a New God« |                 |                        | 3:27 |
| 5.    | »War«                                           |                 |                        | 2:30 |
| 6.    | »The Crying Orc« (instrumental)                 |                 |                        | 0:58 |
| 7.    | »A Lost Forgotten Sad Spirit«                   |                 |                        | 9:11 |
| 8.    | »My Journey to the Stars«                       |                 |                        | 8:10 |
| 9.    | »Dungeons of Darkness« (instrumental)           |                 | Grishnackh, Euronymous | 4:50 |
| 47:05 |                                                 |                 |                        |      |

## Nasljeđe i recenzije
Iako su norvešku black metal glazbenu scenu okupljenu oko Unutarnjeg kruga koji je vodio Aarseth žestoko kritizirali časopisi glavne struje poput Rock Harda i Metal Hammera, sastavi su uživali kultni status koji su im dodijelili određeni fanzini. Razlog ovome uglavnom je bila pažnja medija zbog spaljivanja crkava koje su izveli članovi norveške black metal scene. Kolekcionari tragaju za prvom inačicom albuma (koja sadrži kontakt adresu Burzum i DSP-a, druga inačica sadrži adrese DSP-a i Voices of Wondera), vinilnom inačicom te pogotovo za EP-om Aske zbog njihove rijetkosti. Prije početka velikog publiciteta black metala, sastavi čiji su glazbeni stilovi bili uspoređivani s Burzumovim ili koji su naveli Burzum kao inspiraciju uključuju njemačke Dawnfall i Martyrium, norveške Fleurety i Forgotten Woods  te američki Black Funeral. Nedugo je zatim javnost postala upoznata s ovim jednočlanim sastavom te su Vikernesovo primitivno sviranje instrumenata (koje je sadržavalo mnoge pogreške) i loša produkcija postali istaknuti i hvaljeni.
Glazbeni projekt Burzum su već gotovo kultski štovali određeni predstavnici black metal scene koji nisu stali na Aarsethovu stranu nakon ubojstva; čak su i predstavnici black metal scene koje se danas smatra "izdajnicima" ovog stila (poput britanskog sastava Cradle of Filth) početkom 1990-ih nosili Burzumove majice sa slikama preuzete s EP-a Aske. Danas se album smatra klasikom žanra, pošto je relativno rano uspio utjeloviti sve karakteristike drugog vala black metala. Gruba produkcija kojom je upravljao Eirik Hundvin također je imala veliku ulogu; tijekom 1990-ih Hundvin je postao najpoznatiji producent albuma norveških black metal sastava te su isti bili snimani u njegovom Grieghallen studiju. Današnji kritičari hvale depresivno raspoloženje albuma te njegovo stvaranje jedinstvene atmosfere. Kao dodatne svijetle točke albuma navode i inovacije poput korištenja ambijentalnih i noise elemenata u pjesmama te primitivnost kao princip žanra. Naglašen je i općeniti utjecaj projekta, prilikom kojeg su ideologija i osoba Varga Vikernesa eksplicitno odvajane.
Stilistički aspekt albuma utjecao je na brojne black metal grupe koje su se također počele baviti stvaranjem depresivnih atmosfera. Klavijaturističke dionice su u to doba bile rijetke, no počeli su ih rabiti i drugi black metal sastavi. Zbog njihove primitivne strukture, pjesme na albumu i EP-u često su obrađivale druge skupine. Nastalo je i nekoliko počasnih albuma u čast Burzumu koji su bili objavljivani službeno ili poluslužbeno.

## Zasluge
| Burzum - Count Grishnackh – vokali, svi instrumenti, produkcija Dodatni glazbenici - Euronymous – solo gitara (na pjesmi 5), gong (na pjesmi 9), produkcija | Ostalo osoblje - Pytten – produkcija, inženjer zvuka, mastering - Jannicke Wiese-Hansen – naslovnica |